# دوک‌نشین پارما
دوک‌نشین پارما در ۱۵۴۵ پس از جدایی بخش جنوبی رود پو - که پیش از آن، جزئی از دوک نشین میلان به‌شمار می‌آمد- تأسیس گشت. این دوک‌نشین به عنوان سرزمین و ملک پسر نامشروع پاپ پل سوم، پیر لویجی فارنیس، به وجود آمد.
در ۱۵۵۶ میلادی، دومین دوک پارما - اوتاویو فارنیس - ناحیه پیاچنزا را به دست آورد و در آن، دوک‌نشین پیاچنزا را تشکیل داد. بنابراین دوک‌نشین پارما، دوک‌نشین پارما و پیاچنزا نیز نامیده می‌شود.
خاندان فارنیس تا سال ۱۷۳۱ بر این محدوده حکومت کردند تا این که، دون کارلوس پسر شاه اسپانیا این منطقه را از طریق مادرش الیزابت فارنیس - که ولیعهد پارما بود - به ارث برد. او تا پایان جنگ جانشینی لهستان، در ۱۷۳۵، بر این دوک‌نشین حکومت کرد. در پایان این جنگ، دوک‌نشین پارما در عوض دو سیسیل - که به دون کارلوس داده شد - به امپراتور شارل ششم واگذار گردید.خاندان هابسبورگ تنها تا سال ۱۷۴۸ و انعقاد پیمان اکس لا شاپل، بر این منطقه حکومت کردند. براساس این قرارداد، دوک‌نشین پارما به خاندان بوربون سپرده شد.
در ۱۷۹۶ میلادی، با حمله فرانسویان به پارما به فرماندهی ناپلئون بناپارت اوضاع این دوک‌نشین آشفته شد. دوک فردیناند - فرمانروای پارما- این ناحیه را تا ۱۸۰۱ میلادی با کمک فرانسویان در دست داشت. با مرگ او در ۱۸۰۲ میلادی، سرنوشت پارما نامعلوم باقی‌ماند. ناپلئون نیز در ۱۸۰۸ برای پایان دادن به این سردرگمی، پارما را جزئی از امپراتوری فرانسه اعلام کرد.
در ۱۸۱۴، با شکست ناپلئون، حکومت پارما به همسر او از خاندان هابسبورگ ماری لوئیس رسید. او نیز تا پایان عمر خویش در ۱۸۴۷ بر پارما حکومت کرد. با مرگ او، فرمانروایی پارما به خاندان بوربون رسید. در ۱۸۵۹ با دومین جنگ یگانگی ایتالیا ، فرمانروایی بوربون‌ها بر این دوک‌نشین به پایان رسید.
دوک‌نشین پارما و پیاچنزا در دسامبر همان سال به دوک‌نشین بزرگ توسکانی و دوک‌نشین مودنا پیوست تا ایالات متحده ایتالیای مرکزی را تشکیل دهد. در مارس ۱۸۶۰ نیز با رفراندومی ملی در پارما، این سرزمین به پادشاهی جدید ایتالیا پیوست.